# Colliguaja salicifolia
Colliguaja salicifolia är en törelväxtart som beskrevs av John Gillies och William Jackson Hooker. Colliguaja salicifolia ingår i släktet Colliguaja och familjen törelväxter. Inga underarter finns listade i Catalogue of Life.